# Spopad za mejni prehod Rožna Dolina
Spopad za mejni prehod Rožna Dolina se je zgodil 28. junija 1991 v Rožni dolini, naselju s približno 1000 prebivalci, ki se nahaja 1,5 km južno od mesta Nova Gorica.
Za uradni začetek vojne za Slovenijo velja 27. junij 1991. Vojna pa se je začela na Primorskem že »dan prej« in sicer 26. junija 1991. Zvečer tega dne, ko so v  Ljubljani proslavljali osamosvojitev,  je bila Primorska že okupirana. Enote Jugoslovanske ljudske armade so iz vojašnice Pivka začele svoj pohod na mejne prehode z Italijo že 26. junija 1991 ob 13.15 uri.

## Zasedba mejnega prehoda
Enota JLA, ki je bila namenjena na goriško, je zaradi zapore na Rebrnicah izbrala daljšo pot in zaradi oviranja s težavo prispela v vojašnico v Vipavi. Naslednji dan je okrepljena z vojaki iz vojašnice v Vipavi nadaljevala pot proti goriški in proti mednarodnima mejnima prehodoma Vrtojba in Rožna Dolina.
V četrtek 27. junija 1991 okoli 18.40 ure je enota JLA prispela pred mednarodni mejni prehod Rožna Dolina pri Novi Gorici. Enoto JLA je sestavljalo 117 vojakov, 5 tankov, 14 tovornjakov, 11 terenskih vozil, vozilo z lansirnim mostom in delovno vozilo.  Vodil jo je oficir Eduard Kovačić iz vipavske vojašnice. Na mejnem prehodu je bilo samo nekaj miličnikov, ki so opravljali redno delo, enota PEM (posebna enota Milice) je zapustila prehod že ob 12. uri, pripadnikov TO (teritorialna obramba) pa ni bilo na prehodu. Tanki in vojaki so obkolili območje mejnega prehoda. Ob 19.30 uri je iz vojašnice Ajševica s tovornjakom na prehod prišlo še 20 zveznih miličnikov. Vodil jih je inšpektor, ki je od slovenskih miličnikov zahteval, da mu predajo mejni prehod. Po pogajanjih so miličniki ob 22. uri predali in zapustili  mejni prehod. Dogajanje so z žvižganjem in glasnim neodobravanjem  pospremili  občani, ki so se zbrali v Rožni Dolini.
Naslednji dan, 28. junija  je v Rožni Dolini pred mejnim prehodom protestiralo še več občanov, v popoldanskem času jih je bilo približno tristo do štiristo.  Promet čez mednarodni mejni prehod je potekal normalno, prav tako tudi promet po dolini.
Vojaki niso bili seznanjeni s položajem v katerem so se znašli. V vojašnicah so jim dejali, da gredo na mejo zaradi obrambe pred zunanjim sovražnikom. Kriminalista Dušica Birsa in Julij Levpušček sta naredila letake, jih razdelila med vojake in jih tako seznanila z njihovo resnično vlogo.

## Spopad v Rožni Dolini
Zaradi zavarovanja napada v Rožni Dolini, so enote Teritorialne obrambe okoli 18. ure postavile zasedo ob magistralni cesti v Rožni Dolini. Zasedo so postavila pri gostilni Pri bajti, v zasedi so bili dva voda 2. čete 611. odreda za posebne namene in 2. vod 125 čete za PDD (protidiverzantsko delovanje). Namen zasede je bil onemogočiti dovoz okrepitve iz vojašnice Ajševica enoti na mejnem prehodu v Rožni Dolini. Za preprečitev premika enoti JLA na MMP Vrtojba proti Šempetru in Rožni Dolini je bil severovzhodno od MMP Vrtojba postavljen 3. vod 125. čete za PDD. Za zavarovanje severne strani Rožne Doline pa so bili tam pripadniki 1. voda 125. čete za PDD. Popoldne so bili v Rožno Dolino poslani štirje kriminalisti iz UNZ Nova Gorica, ki so neuspešno poskušali odstraniti občane, ki so protestirali.
Koordinacijska podskupina za severno Primorsko se je pred napadom v Rožni Dolini umaknila iz sedeža UNZ v Novi Gorici na tajno lokacijo ob tovarni Gostol v Novi Gorici v bližini državne meje. 
Za napad na enoto JLA je bila v Rožni Dolini poslana skupina devetih pripadnikov diverzantske skupine, katero je vodil major Srečko Lisjak. Oddelek PEM (posebna enota Milice) pod vodstvom inšpektorja Franca Šumandla je zavaroval smer proti 500 metrov oddaljeni karavli Rafut. Teritorialci so zavzeli položaje za hišami severno od Vipavske ceste v Rožni Dolini in ob 19.20 uri napadli vojake na mejnem prehodu. 
Napad je presenetil vojake in občane. Občani so se ob napadu razbežali, v spopadu jih je bilo ranjenih šest. 
Teritorialci so s protitankovskem orožjem armbrustom zadeli tank v križišču in delovno vozilo. Tank je kasneje zagorel, goreča nafta s tanka pa je zažgala še tank v bližini. Presenečeni in demoralizirani vojaki niso streljali. Tanka na Vipavski cesti pri bencinski črpalki sta po treh minutah prižgala motorja in začela obračati kupoli, z mitraljezoma sta večkrat rafalno ustrelila. Tank bliže križišču je usmeril kupolo proti položajem teritorialcev in izstrelil več rafalov. Zatem so se teritorialci umaknili za hiše.
Med občani v Rožni Dolini se je najbolj znašel občan Drago Kosmač. Izkoristil je presenečenje in zmedo med vojaki JLA, vpadel v prostore Milice na mejnem prehodu, kjer je bilo poveljstvo enote JLA, zajel in razorožil poveljstvo enote in zvezne miličnike. Ko je streljanje ponehalo je z zajetim pripadnikom JLA, ki je imel belo zastavo, odšel v križišče. Tu sta pripomogla, da se je predala posadka tanka, ki je še edini deloval. Nato je Kosmač v križišču zbral zajete vojake in jih odpeljal 100 metrov stran od križišča, kjer jim je ukazal, da so polegli.
Nekaj občanov je prišlo v križišče, pomagali so ranjenim vojakom, ko so teritorialci ponovno začeli streljati v križišče. Po vpitju občanov, da je že konec spopada in da so se vojaki že predali, so teritorialci spoznali svojo napako in prenehali s streljanjem in se napotili v križišče. Takrat sta tudi pripeljali dve reševalni vozili, reševalci so oskrbeli ranjence in jih odpeljali v bolnišnico Šempeter pri Gorici. Kosmač pa je zbral še pripadnike JLA iz poveljstva enote in zvezne miličnike in jih odpeljal k ostalim že zajetim vojakom. Občani, ki so se oborožili z orožjem vojakov, so zajete vojake JLA in zvezne miličnike odvedli na dvorišče do 400 metrov oddaljene vulkanizerske delavnice Grča.
V Rožno Dolino je prispel še del enote PEM in nekaj miličnikov PM Nova Gorica. Zajete vojake so z avtobusi odpeljali v Novo Gorici na UNZ.
V spopadu so padli 3 vojaki, ranjenih je bilo 16 vojakov JLA in 6 občanov.

## Sporna dejanja
Koordinacijska podskupina ni poskrbela za evakuacijo prebivalcev Rožne Doline in za umik občanov, ki so tam protestirali. Namesto tega se je koordinacijska podskupina umaknila sama iz sedeža UNZ v Novi Gorici na tajno lokacijo ob tovarni Gostol v Novi Gorici v bližini državne meje.
Lisjak Srečko bi moral pred napadom pozvati enoto JLA na predajo. Zaradi prisotnosti občanov ob napadu so ga v Srbiji v knjižici Resnica o oboroženem spopadu v Sloveniji, obdolžili nehumanega ravnanja s civilisti.
Hud incident pa se je zgodil po predaji vojakov, ko so pripadniki Lisjakove skupine streljali v križišče, kjer so bili takrat občani in ranjenci.